# 昌慶宮
座標: 北緯37度34分42.30秒 東経126度59分41.20秒 / 北緯37.5784167度 東経126.9947778度
昌慶宮（しょうけいきゅう、朝: 창경궁、チャンギョングン）は、ソウル市にある李氏朝鮮時代の宮殿。

## 歴史

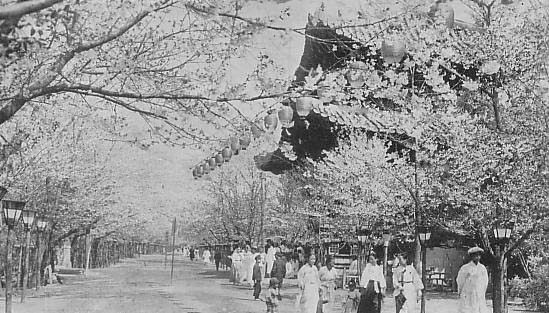
1930年代の昌慶苑

世宗元年（1419年）に建築され、最初の名前は寿康宮といったが、成宗14年（1483年）に修繕されたのち、現在の名前である昌慶宮に変えられた。南側には宗廟、西側には昌徳宮が隣接している。
文禄の役（1592年）において、国王の宣祖が漢陽（ソウル）から逃亡すると、豊臣秀吉軍の入城を前に朝鮮の民衆によって略奪と放火の対象となり景福宮や昌徳宮などと共に建物の多くが焼失した。
1909年11月1日、日本が純宗の心を慰めるという名目で昌慶宮内の宮門や塀を壊して動物園（「京城李王職昌慶苑動物園」）と植物園を造り、一般人も観覧できるようになり、1911年4月には昌慶苑に改名している。独立以後にもソウル市内の第一の遊園地として脚光を浴びた。太平洋戦争と朝鮮戦争を経ながら動物たちは皆殺しになって、苑内の施設も荒廃化されたが、戦後1957年まで動・植物園の再建を完了した。1983年7月、一般人の苑内の観覧が中止され動物園などをソウル郊外のソウル大公園へ移転させ、昌慶宮を復元・整備し、再び名前を元来の昌慶宮に戻した。
大韓民国の史跡第123号に指定されている。

## 昌慶宮の建築物

### 弘化門

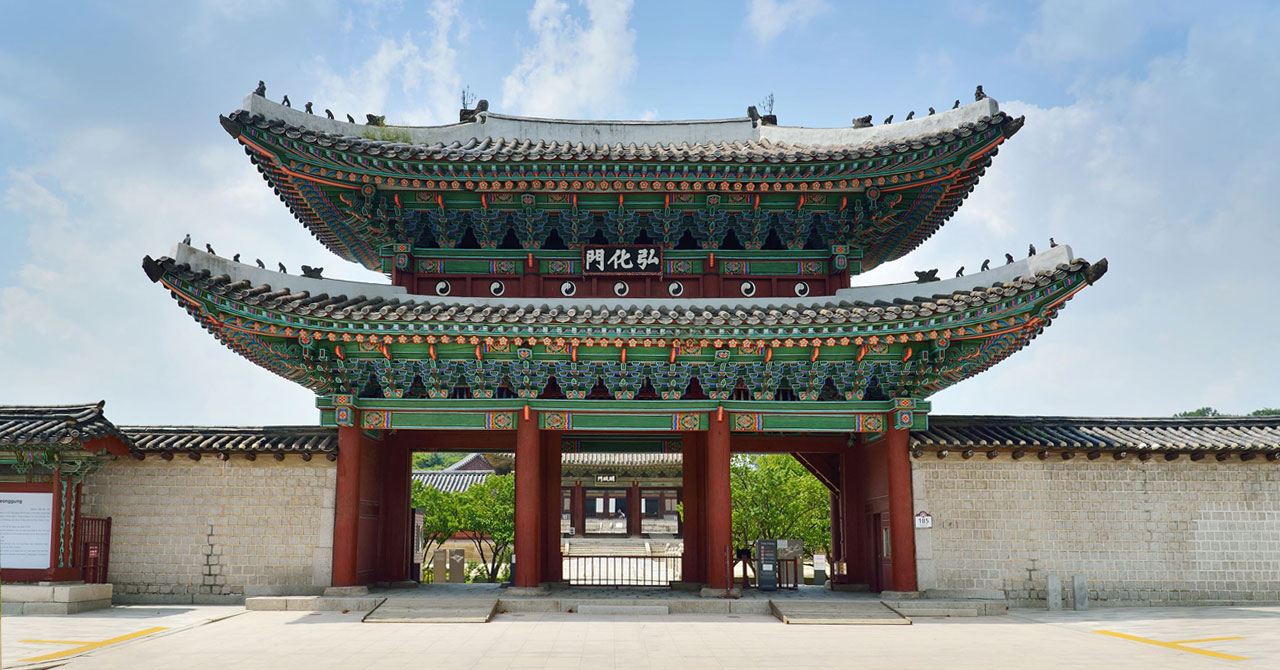
弘化門

昌慶宮の正門。大韓民国の宝物第384号に指定されている。1484年に建てられたが文禄・慶長の役の際に焼失、1616年に再建、現在に至る。

### 玉川橋
昌慶宮禁川上にかかる橋。大韓民国宝物第386号に指定されている。

### 明政門

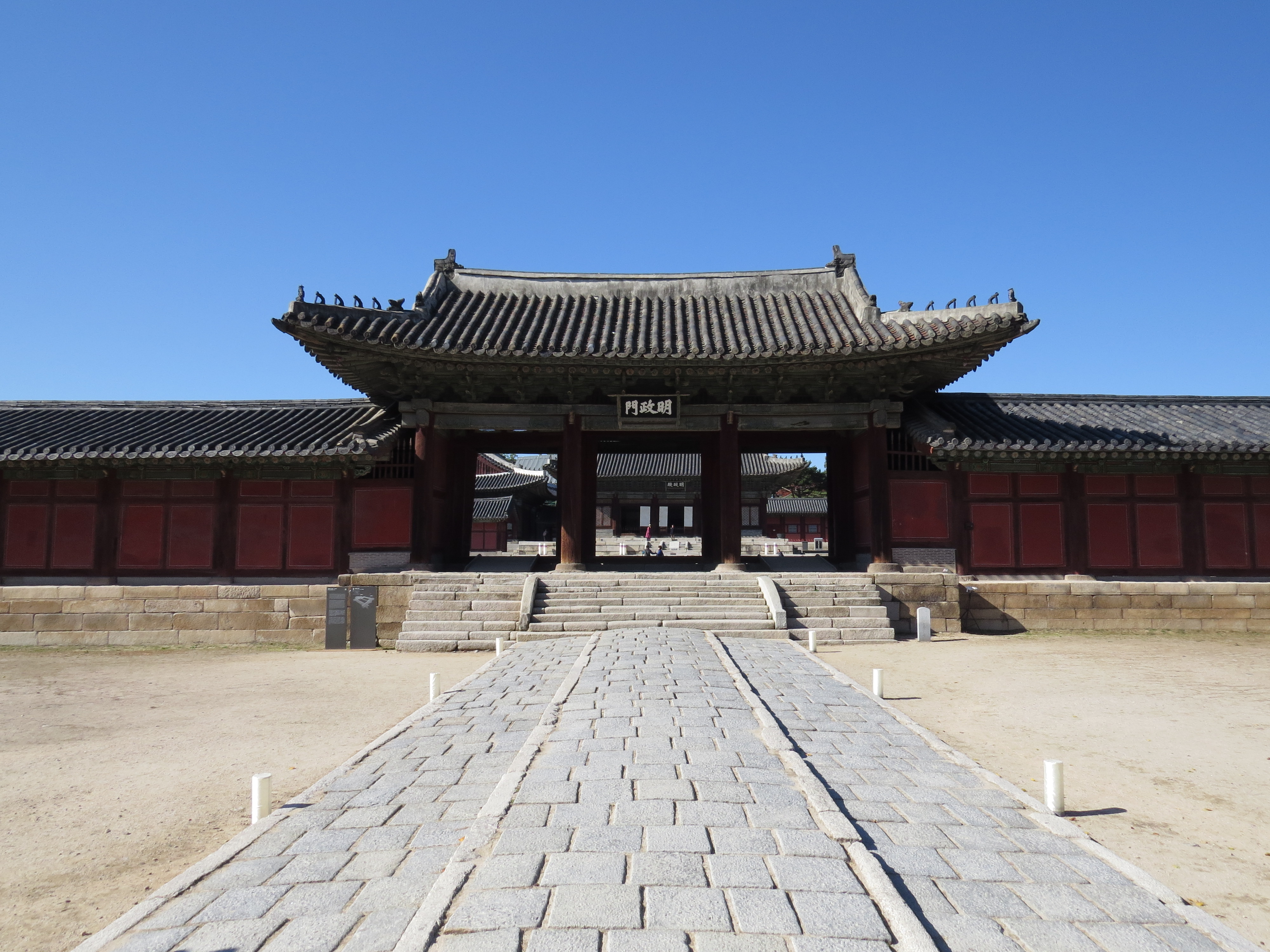
明政門。門の奥に明政殿が見える

明政殿の出入門。左右に行閣を従えている。

### 明政殿
昌慶宮の正殿。大韓民国の国宝第226号に指定されている。1484年に建てられたが文禄・慶長の役の際に焼失、1616年に再建、現在に至る。朝鮮半島に現存する故宮の正殿としては最古の建築である。昌慶苑時代には回廊の一部が毀損され、殿閣の周辺に庭園が造られたり、牡丹を栽培したこともあった。明政殿の左側地域は様々な動物の展示場と遊び場が密集し、1915年に「蔵書閣」（1938年、生物標本館に改造）が建てられ、1969年には動物園本館が近くに新築されたことがある。1963年、補修工事で殿閣を修理したのに続き、1983年から昌慶宮復元の一環として全ての遊戯施設が撤去、回廊を復旧するなど一帯を整備した。

### 文政殿

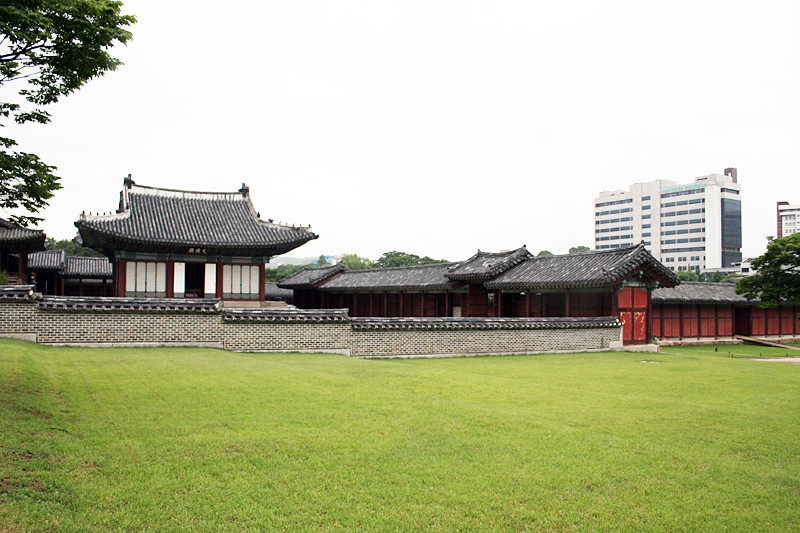
南側から眺めた文政殿

昌慶宮の便殿。1762年（英祖38年）、荘献世子が米櫃の中に閉じ込められて8日ぶりに餓死した壬午士禍が発生した場所でもある。18世紀以降は便殿の機能を失い、王妃や王大妃の冥福を祈る魂殿として使われた。昌慶苑と改称された後も残存していたが、1940年頃に撤去、その跡には遊歩道と花壇が造成された。現在の殿閣は1986年に復元されたものである。2006年4月に、後の崇礼門放火事件の犯人によって放火され一部が焼けた。

### 観天台
宝物第851号。
1688年（粛宗14年）に建てられた天文観測台。瞻星台ともいう。高さ2.2m、階段を通じて登っていく台上には99cmの支柱が立ち天文観測器具を設置できるようになっている。
最初は昌徳宮の金虎門外に建てられていたが、文禄・慶長の役の際に移転後、現在の位置に移された。観天台の上には星を観測する器具である小簡儀が置かれていたが、現在は残っていない。

### 崇文堂
王の経筵が行われた所。国事を論議することもあった。懸板の字は英祖直筆。

### 賓陽門
明政殿の後門。内殿と外殿を結ぶ闔門で、現在の門は1984年に復元。

### 景春殿
正祖と憲宗はここで生まれたとされる。

### 通明殿
宝物第818号。通明殿は王妃の生活空間として宴会を開いたりした所である。1484年（成宗15年）に建てられたが、文禄・慶長の役の際に焼失、1616年（光海君8年）に再建されたが、その後何度か火事があり、現在の建物は1834年（純祖34年）に再建されたもので、懸板は純祖の字である。通明殿は昌慶宮の内殿建物の中で規模が大きく、飾りが派手で、内殿を代表する建物であり、四隅に軒をめぐらした八作屋根に軒を支える栱包は3枚の羽模様の翼工様式の家で、屋根に棟のないのが特徴である。前面には長く整えた石を高く広く積んだ月台を置いて格式を高め、西側には池と石橋などを置いて周囲の空間も美しく整えている。

### 養和堂
養和堂は王妃の生活空間として1484年（成宗15年）に建てられた。文禄・慶長の役と李适の乱、丙子の乱によって焼失、そのたびに再建し、1830年（純祖30年）再び焼失したのを1843年に再建、今日に至る。丙子の役が起きた際、仁祖は南漢山城で身を避けたのち翌年帰って来てここに住むこともあり、1878年（高宗15年）哲宗の王妃・哲仁王后がここで崩御した。懸板は純祖の字である。養和堂は正面6間、側面4間規模の平屋で、四隅に軒をめぐらした八作屋根を載せ、軒を支える栱包は3枚の羽模様の翼工様式である。
1911年11月30日、養和堂後方の丘に李王職博物館（帝室博物館）が新築・移転され、昌慶苑の開苑と同時に一般に公開した。この建物は京都の平等院を真似て設計されたもので、地上2階、地下1階の煉瓦建築だった。1938年に李王職博物館が徳寿宮へ移転すると、明政殿付近にあった蔵書閣の図書をここに移し、旧・博物館の建物を蔵書閣に変えた。1981年7月、保管図書が韓国精神文化研究院へ移管された後、1992年に建物まで撤去しながら現在は空き地だけが残っている。

### 迎春軒
正祖が居処した所。

### 春塘池
春塘池は王が直接畑を耕し、農事の豊凶を予測した所だったが、1907年に開削されて池に変えられた。1962年、韓国初のケーブルカーが設置され、池の上を往復運転したこともあった。春塘池の北側には和風の東屋である「水亭宮」が建てられ、食堂や居酒屋などが入店したが、1966年に韓国伝統の様式に従って地上3階、地下1階の楼閣として改築された。水亭宮も他の昌慶苑施設と同様、1984年に撤去されている。

### 大温室
「植物園」という名称でよく知られている。実質的に昌徳宮に閉じ込められた純宗をねぎらうという目的で動物園と一緒に建設された。
隆熙元年（1907年）、福羽逸人が設計したガラス張り温室。同年中にフランスの会社が起工し、隆熙3年（1909年）に竣工した。定礎石には「檀紀4242年に建てた」と記録されている。建築当時には韓国最大の木造植物園で、各種珍しい植物を展示した。1969年には両側にドーム形式の植物園別館の2棟が追加で建立、本館は熱帯植物を、別館は亜熱帯植物と蘭をそれぞれ栽培した。故宮の復元と動・植物園の移転に伴い2棟の別館は1984年に撤去。本館は2004年2月に大韓民国の登録文化財第83号に登録されている。2016年から2017年まで補修工事が行われた。温室の内部では、朝鮮半島の植物70点あまりが展示されている。

### 科学門
昌慶宮と国立ソウル科学館の間にある門。